# 内伊伊尤尔
内伊伊尤尔（Neiyyur），是印度泰米尔纳德邦甘尼亚古马里县的一个城镇。总人口9479（2001年）。

## 人口
该地2001年总人口9479人，其中男性4647人，女性4832人；0—6岁人口927人，其中男505人，女422人；识字率82.51%，其中男性为83.39%，女性为81.66%。